# Gyalectales
Gyalectales es un orden de hongos liquenizados en la clase Lecanoromycetes. Contiene 5 familias, 15 géneros y unas  550 especies.

## Taxonomía
Gyalectales fue propuesta en un artículo de 1974 de Henssen y Jahns, pero no fue publicada formalmente hasta  1986 por Hawksworth y Eriksson.

## Familias y géneros
La siguiente es una lista de familias y géneros en Gyalectales, basado en una revisión realizada en el 2020 de la clasificación de ascomicetos. Luego del nombre del taxón se da el nombre de la autoridad taxonómica, año de publicación, y (para los géneros) el número de especies:
- Coenogoniaceae Stizenb. (1862)

Coenogonium Ehrenb. ex Nees – ca. 91 spp.
- Gyalectaceae Stizenb. (1862)

Gyalecta Ach. – 50 spp.
Ramonia Stizenb. – 24 spp.
Semigyalecta Vain. – 1 sp.
- Phlyctidaceae Poelt ex J.C.David & D.Hawksw. (1991)

Phlyctis (Wallr.) Flot. – 20 spp.
Psathyrophlyctis Brusse – 1 sp.
- Sagiolechiaceae Baloch, Lücking, Lumbsch & Wedin (2010)

Rhexophiale Th.Fr. – 1 sp.
Sagiolechia A.Massal. – 3 spp.
- Trichotheliaceae Bitter & F.Schill. (1927)

Clathroporina Müll.Arg – ca. 25 spp.
Myeloconis P.M.McCarthy & Elix – 4 spp.
Porina Müll.Arg. – ca. 145 spp.
Pseudosagedia (Müll.Arg.) Choisy – 80 spp.
Segestria Fr. – 70 spp.
Trichothelium Müll.Arg. – 40 spp.